# Alec Van Hoorenbeeck
Alec Van Hoorenbeeck (Mortsel, 30 december 1998) is een Belgisch professioneel voetballer die bij voorkeur als centrale verdediger speelt. Hij verruilde in 2024 KV Mechelen voor FC Twente.  

## Carrière
Van Hoorenbeeck stroomde na zijn overstap van Beerschot AC in het seizoen 2019/20 door vanuit de jeugd naar het eerste elftal van KV Mechelen. Hij maakte zijn officiële debuut in de eerste ploeg op 24 augustus 2019 in de met 2-1 verloren uitwedstrijd tegen KV Oostende. Hij mocht in de basis starten om de geblesseerde Jules Van Cleemput te vervangen. Met het oog op meer speelkansen werd Van Hoorenbeeck na de winterstop uitgeleend aan KSK Heist, dat uitkomt in de Eerste klasse Amateurs. Hij speelde hier mee in 7 wedstrijden. Gedurende het seizoen 2020-2021 werd Van Hoorenbeeck uitgeleend aan de Nederlandse tweedeklasser Helmond Sport. Hij werd hier meteen een vaste basisspeler en miste dat seizoen geen enkele minuut in de competitie. Na afloop van zijn uitleenperiode keerde Van Hoorenbeeck terug naar Mechelen waar hij opnieuw aansloot bij het eerste elftal. 
In het seizoen 2023-2024 werd Van Hoorenbeeck opnieuw uitgeleend, ditmaal aan de Nederlandse club FC Twente. Het gaat hier om een eenjarige huur, waar FC Twente tevens een optie tot koop heeft bedongen. Hij speelde voornamelijk als invaller en bij afwezigheid van centrale verdedigers Mees Hilgers of Robin Pröpper. De optie werd gelicht; eind maart 2024 tekende Van Hoorenbeeck een contract dat hem per 1 juli 2024 voor twee jaar aan FC Twente verbond, met een optie voor nog een jaar.

## Statistieken
| Seizoen         | Club            | Competitie             | Competitie | Competitie | Beker | Beker | Supercup | Supercup | Europees | Europees | Totaal | Totaal |
| Seizoen         | Club            | Competitie             | Wed.       | Dlp.       | Wed.  | Dlp.  | Wed.     | Dlp.     | Wed.     | Dlp.     | Wed.   | Dlp.   |
| --------------- | --------------- | ---------------------- | ---------- | ---------- | ----- | ----- | -------- | -------- | -------- | -------- | ------ | ------ |
| 2019/20         | KV Mechelen     | Eerste klasse A        | 1          | 0          | —     | —     | 0        | 0        | —        | —        | 1      | 0      |
| 2019/20         | → KSK Heist     | Eerste klasse amateurs | 7          | 0          | 0     | 0     | —        | —        | —        | —        | 7      | 0      |
| 2020/21         | → Helmond Sport | Eerste divisie         | 38         | 3          | 1     | 0     | —        | —        | —        | —        | 39     | 3      |
| 2021/22         | KV Mechelen     | Eerste klasse A        | 17         | 0          | 2     | 0     | —        | —        | —        | —        | 19     | 0      |
| 2022/23         | KV Mechelen     | Eerste klasse A        | 26         | 0          | 5     | 0     | —        | —        | —        | —        | 31     | 0      |
| 2023/24         | KV Mechelen     | Eerste klasse A        | 3          | 0          | 0     | 0     | 1        | 0        | —        | —        | 4      | 0      |
| 2023/24         | → FC Twente     | Eredivisie             | 16         | 0          | 0     | 0     | 0        | 0        | 1        | 0        | 17     | 0      |
| 2024/25         | FC Twente       | Eredivisie             | 20         | 2          | 2     | 1     | 0        | 0        | 7        | 1        | 29     | 4      |
| Carrière totaal | Carrière totaal | Carrière totaal        | 128        | 5          | 10    | 1     | 1        | 0        | 8        | 1        | 147    | 7      |